# غليون التبغ
غليون التبغ أو البيبة هو أداة لتدخين التبغ، له أشكال وأحجام مختلفة، وسبب استخدام الغليون بأنه يصفّي ويرشّح الدخان من النيكوتين والمواد القطرانية، ويعمل على تبريد الدخان قبل وصوله إلى الفم.
يصنع تجويف غليون تدخين التبغ عادة من الورد البري أو كوز الذرة أو الميرشوم أو الصلصال. كما يصنع أحيانًا من خشب شجر الكرز أو خشب شجر الزيتون أو القيقب أو البلوط. بشكل عام، يعتبر الخشب ذو الحبيبات الكثيفة مثالي لصنع الغليون، وتستخدم في بعض الأحيان معادن كالحجر الأملس. يمكن استخدام الطين لصناعة كامل الغليون أو تجويفه. العديد من الغليونات منحوتة بشكل بارع جدًا. سوق وشكائم الغليون تصنع عادة من الباكليت أو البلاستيك المرن، وفي بعض الأحيان تصنع من القصب أو الخيزران أو قطع مجوفة من الخشب. الغليونات الغالية تصنع أحياناً من العنبر.
وتوجد مواد أخرى صنعت منها بعض الغليونات مثل الجرافيت الحراري. وتعتبر مواد الحديد والزجاج غير صالحة لصناعة غليون تدخين التبغ، ولكن تستخدم لصنع غليونات أخرى.